# Viljevo
Viljevo är en ort i Kroatien.   Den ligger i länet Baranja, i den östra delen av landet, 160 km öster om huvudstaden Zagreb. Viljevo ligger 98 meter över havet och antalet invånare är 1 347.
Terrängen runt Viljevo är mycket platt. Runt Viljevo är det ganska glesbefolkat, med 48 invånare per kvadratkilometer. Närmaste större samhälle är Donji Miholjac, 8,1 km öster om Viljevo. Trakten runt Viljevo består till största delen av jordbruksmark.